# 藤本貴大
藤本 貴大（ふじもと たかひろ、男性、1985年3月13日 - ）は、ショートトラックスピードスケートの日本代表選手。熊本県合志市出身。

## 人物
セルモ所属。身長170cm、体重69kg。血液型A型。
生まれてすぐ当時自衛官だった父の転勤で引っ越した北海道帯広市で3歳からスピードスケートを始める。
小学校3年生の夏に父の転勤で地元熊本に戻り、ショートトラックに転向。その後高校時代3年間、南国という環境的な疲労もありながら競技を続け、卒業後は山梨学院大学へ進学。
大学3年の2006年2月、5000mリレーの選手としてトリノオリンピックに出場。予選2組目のレース中盤で4チーム中4番手を滑っていた藤本は、コーチからの「前に出ろ」という指示を聞き、コーナーで仕掛けた。しかし決勝進出の2番手まで順位を上げようと追い上げを見せたもののイン強襲直後に転倒、起き上がりレース復帰を図ったが、競技終了後に後続のイタリアを巻き込む妨害を行ったとして、日本は失格となってしまった。
2009年12月に行われた第33回全日本ショートトラックスピードスケート選手権大会にて1000mで2位になり、バンクーバーオリンピックの日本代表に選ばれる。冬季オリンピックに2大会連続出場は、熊本県出身者としては初の快挙である。
冬季オリンピック2大会連続出場となった2010年のバンクーバーオリンピックには、男子500m・1000m・1500mと個人3種目に出場。1500mは17位で予選を突破したが、準決勝では6位となり、決勝進出にはならなかった。1000mは予選で4位に終わり予選敗退、準々決勝進出を逃した。そして藤本が得意種目とする500mは、予選で最も内側の1コースから好スタートを切り、スタートで先頭に立つ。中盤までトップをキープしたが、3周目に世界記録保持者である韓国人選手に首位を奪われ、2位に順位を落とす。さらに終盤では3位に順位が落ち、ラスト1周で次々に後続に抜かれ、4位でフィニッシュ。1000mに続き予選敗退、準々決勝進出はならなかった。
2014年のソチオリンピック出場も目指していたが、2013年12月に行われた日本代表選考会の結果、代表入りできなかったため引退した。

## 経歴
- 1985年3月13日 - 熊本県菊池郡西合志町（現・合志市）に生まれる。
- 2001年 - 西合志町立（現・合志市立）西合志南中学校卒業。
- 2001年 - 文徳高等学校入学
- 2004年 - 山梨学院大学入学
- 2005年 - ユニバーシアード（第22回冬季大会）代表
- 2006年 - トリノオリンピック 男子500mリレー出場
- 2007年 - W杯神戸大会1000m（4位）
- 2008年 - 全日本選手権500m（2位）、全日本選手権1500m（1位）
- 2009年 - 世界選手権5000mリレー（3位）、全日本選手権1000m（2位）
- 2010年 - バンクーバーオリンピック 男子500m・1000m・1500mに出場